# Gran Canaria Arena
Die Gran Canaria Arena ist eine Mehrzweckhalle in der spanischen Stadt Las Palmas de Gran Canaria auf Gran Canaria. In der Bauphase war sie auch als Palacio Multiusos de Gran Canaria bekannt.

## Geschichte

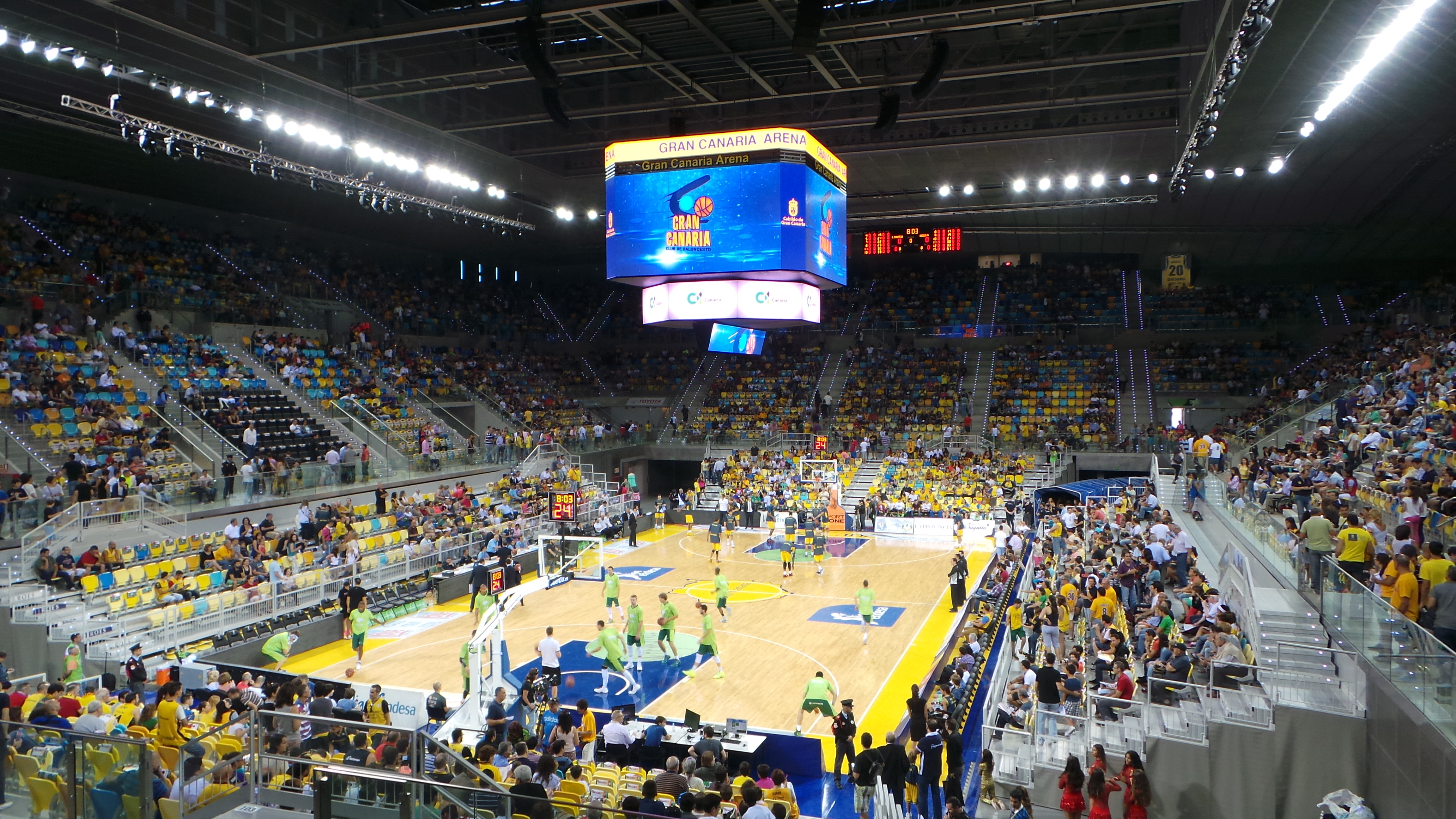
Innenansicht der Arena am 18. Mai 2014 bei dem Spiel Herbalife Gran Canaria gegen Unicaja Málaga (67:65)

Die im März 2014 eröffnete Arena befindet sich im Südwesten der Stadt, im Sportkomplex Ciudad Deportiva Siete Palmas, unmittelbar nördlich des Fußballstadions Estadio de Gran Canaria. Die Halle, die unter anderem für die Basketball-Weltmeisterschaft 2014 errichtet wurde, bietet 11.500 Zuschauern Platz und beherbergt die Heimspiele des spanischen Basketballvereins Dreamland Gran Canaria.
Das erste Spiel in der Halle fand am 1. Mai 2014 statt. Am 28. Spieltag der Liga ACB verlor Herbalife Gran Canaria gegen den FC Barcelona mit 74:82. Den ersten Korb in der Halle erzielte der Brasilianer Marcelo Huertas für Barça. Vom 19. bis 22. Februar 2015 fand das Final Eight des spanischen Basketballpokals Copa del Rey de Baloncesto 2014/15 in der Arena von Gran Canaria statt. Das Endspiel gewann Real Madrid gegen den FC Barcelona mit 77:71. Herbalife Gran Canaria erreichte das Finale im Eurocup 2014/15. Im Finalhinspiel am 24. April 2015 unterlag man vor eigenem Publikum dem BK Chimki aus Russland mit 66:91.